# Unimog-Museum

Logo

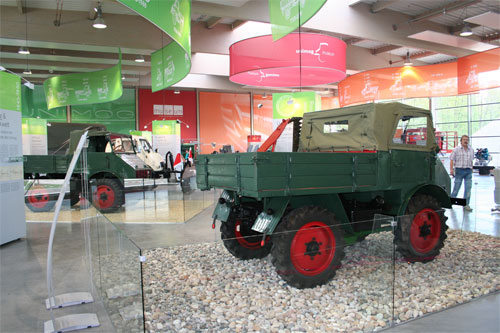
Innenansicht des Unimog-Museums

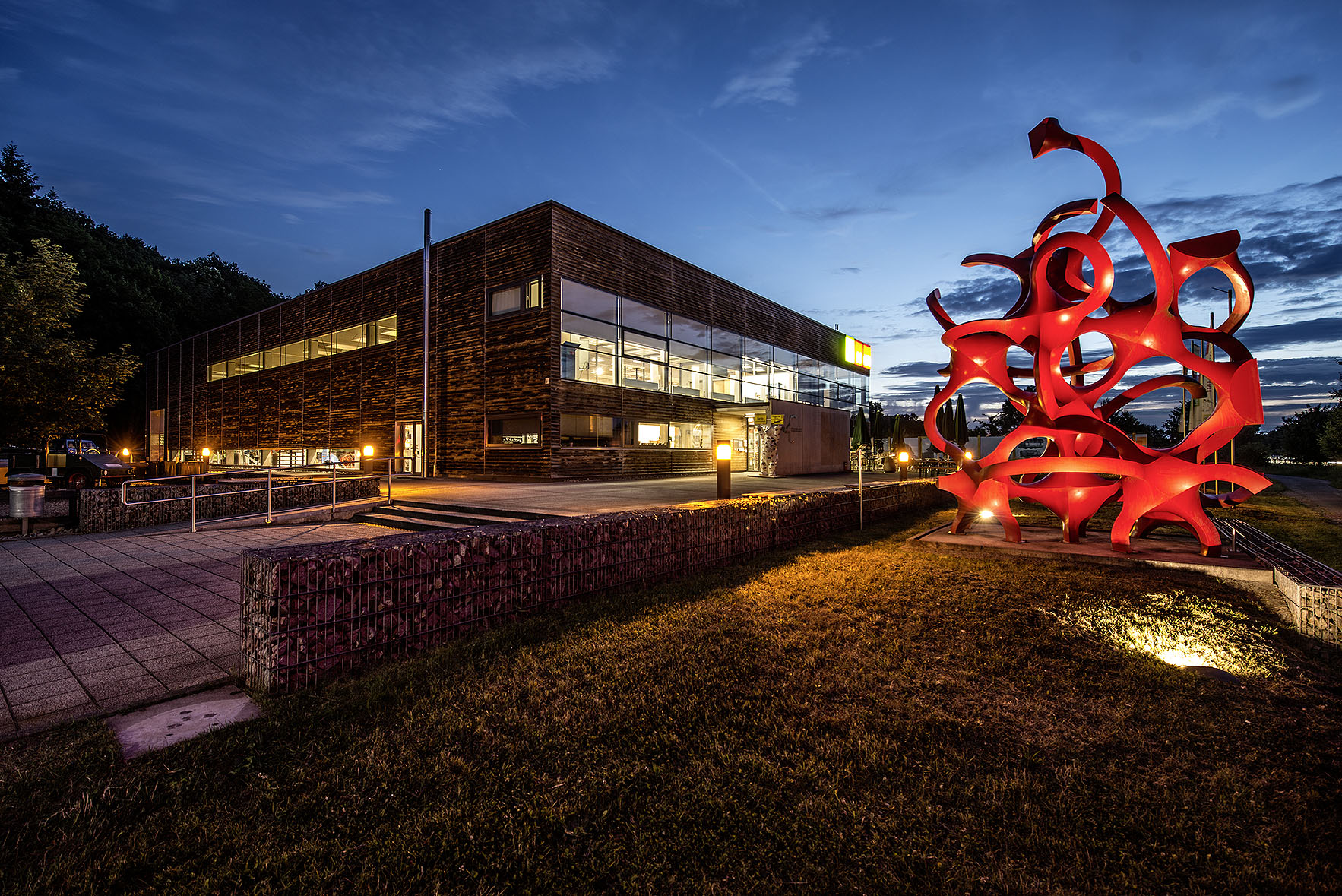
Das Unimog-Museum mit der Skulptur Red Loops for Rotenfels von Eberhard Eckerle (Aufnahme 2015)

Das Unimog-Museum  ist ein spezialisiertes Verkehrs- und Technikmuseum beim ehemaligen Unimog-Produktionsstandort Gaggenau. Seine Ausstellung widmet sich der Geschichte, der Technik und den Einsatzmöglichkeiten des allradgetriebenen Nutzfahrzeugs Unimog von Mercedes-Benz.

## Geschichte
Das Unimog-Museum wurde im Juni 2006 eröffnet und befindet sich in der Nähe zur ehemaligen Produktionsstätte des Unimogs, dem Mercedes-Benz-Werk Gaggenau. Die Region gilt als die „Wiege des Unimogs“, da hier ab 1951 die Serienproduktion des Fahrzeugs begann, bevor die Fertigung 2002 ins Mercedes-Benz-Werk nach Wörth am Rhein verlagert wurde. Das Museum wurde durch eine Initiative von Enthusiasten, ehemaligen Mitarbeitern und dem Unimog-Club Gaggenau e.V. ins Leben gerufen, um das industrielle Erbe der Region zu bewahren. Gesellschafter sind die Vereine Unimog-Museum e.V., Unimog-Club Gaggenau e.V. und die Stadt Gaggenau. 2023 eröffnete nach zweijähriger Bauzeit ein 1100 Quadratmeter großer Anbau, womit sich die Ausstellungsfläche des Museums verdoppelte.

## Lage
Das Museum liegt an der Bundesstraße 462 an der Ausfahrt Schloss Rotenfels auf der Gemarkung von Kuppenheim-Oberndorf, angrenzend an das Gelände des im Gaggenauer Stadtteil Bad Rotenfels gelegenen Schlosses. Es ist Ausgangspunkt des Wanderwegs Murgleiter.

## Angebote
Das Museum zeigt eine Vielzahl von Unimog-Modellen aus unterschiedlichen Epochen. Die Exponate reichen von frühen Prototypen über Serienmodelle bis hin zu modernen Varianten. Besucher erhalten Einblicke in die Entwicklung des Fahrzeugs, seine technischen Innovationen und die vielfältigen Einsatzmöglichkeiten in Landwirtschaft, Bauwesen, Katastrophenschutz, Kommunalverwaltung und Freizeitaktivitäten.
Gezeigt werden frühe Unimog-Modelle wie der U 25, das erste Serienmodell, Spezialanfertigungen, z. B. Unimogs für den Winterdienst, die Feuerwehr oder Expeditionen und Schnittmodelle, die technische Details wie den Allradantrieb oder die Portalachsen veranschaulichen.
Auf einem Offroad-Parcours können Besucher selbst einen Unimog fahren oder mit einem erfahrenen Fahrer die Geländefähigkeiten des Fahrzeugs erleben.
Das Museum zeigt daneben Sonderausstellungen und dient als Veranstaltungsort. Es beherbergt einen Museumsshop, ein Restaurant sowie eine Tourist-Information für die Region Murgtal.

## Ausstellungsstücke (Auswahl)

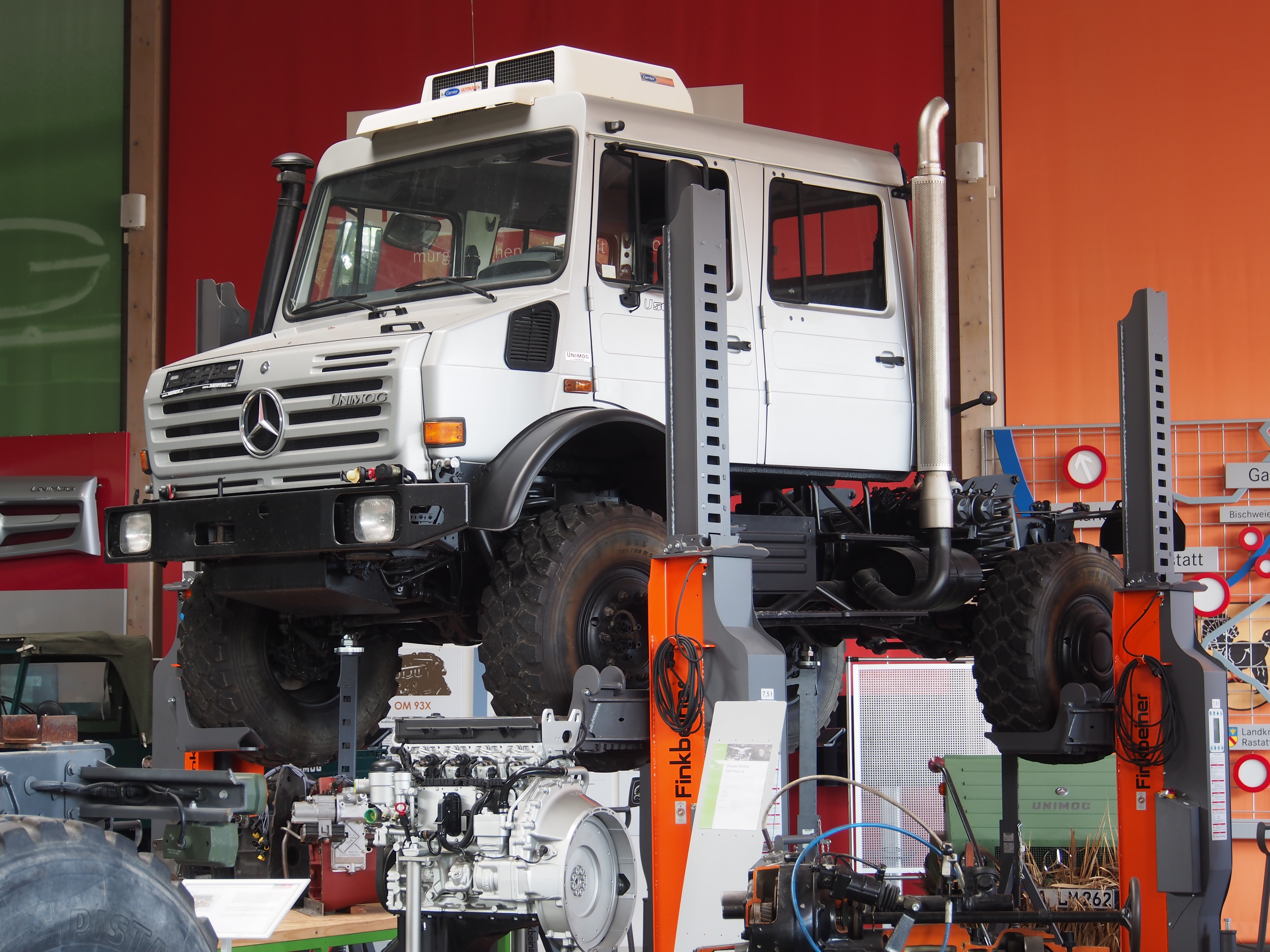
Unimog U5000
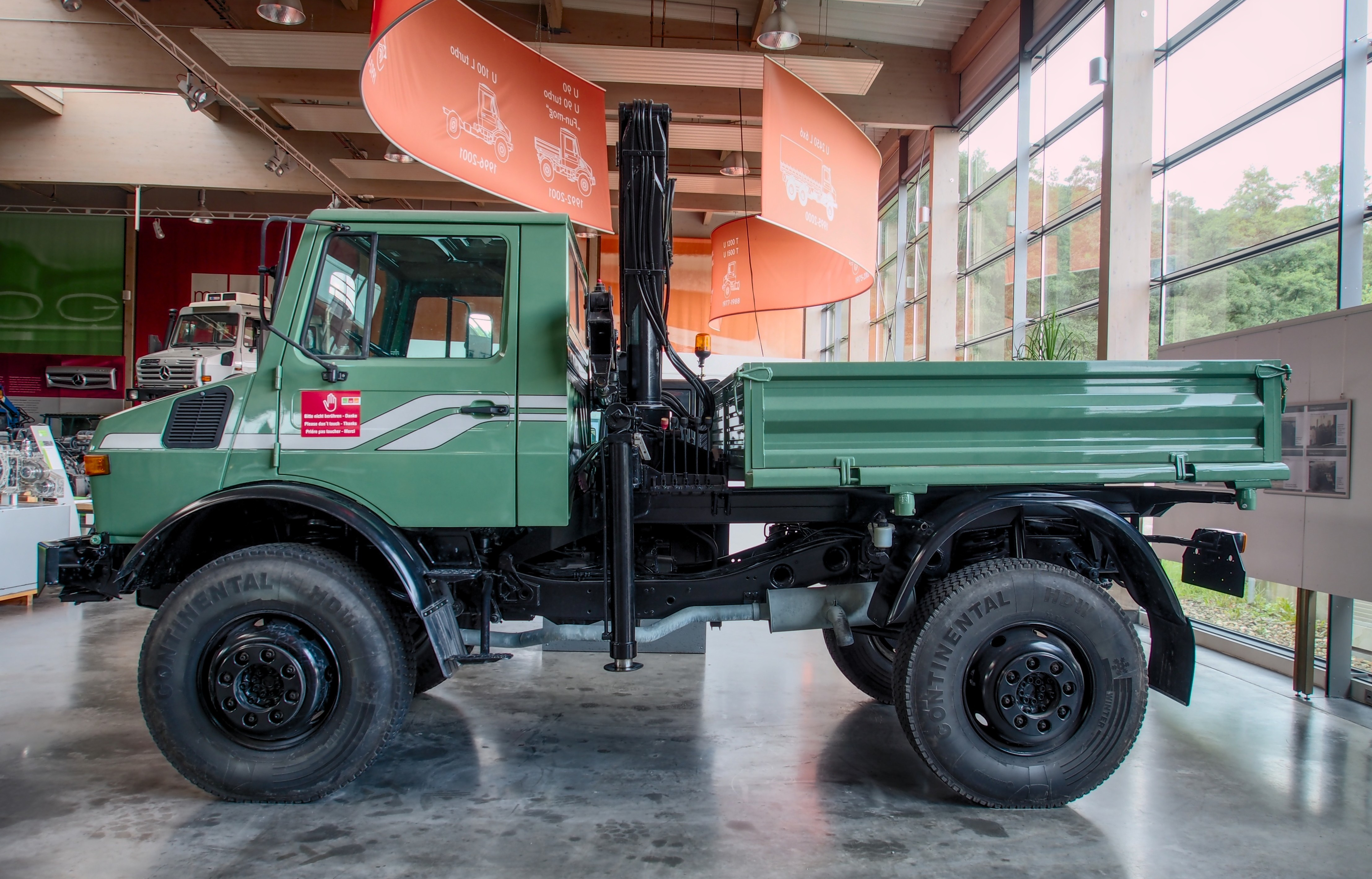
Unimog U1700L
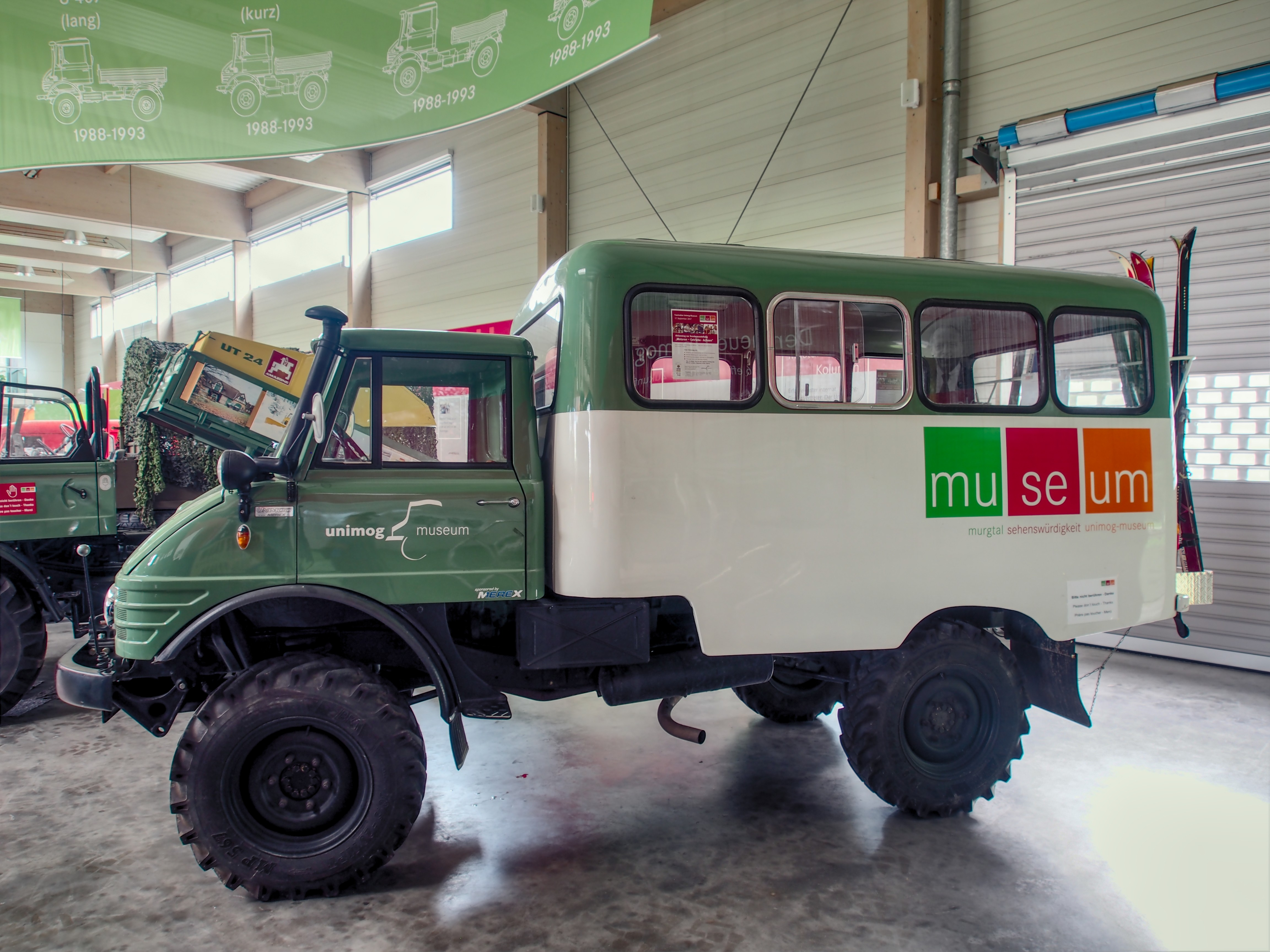
Unimog U416a Bus (1965)
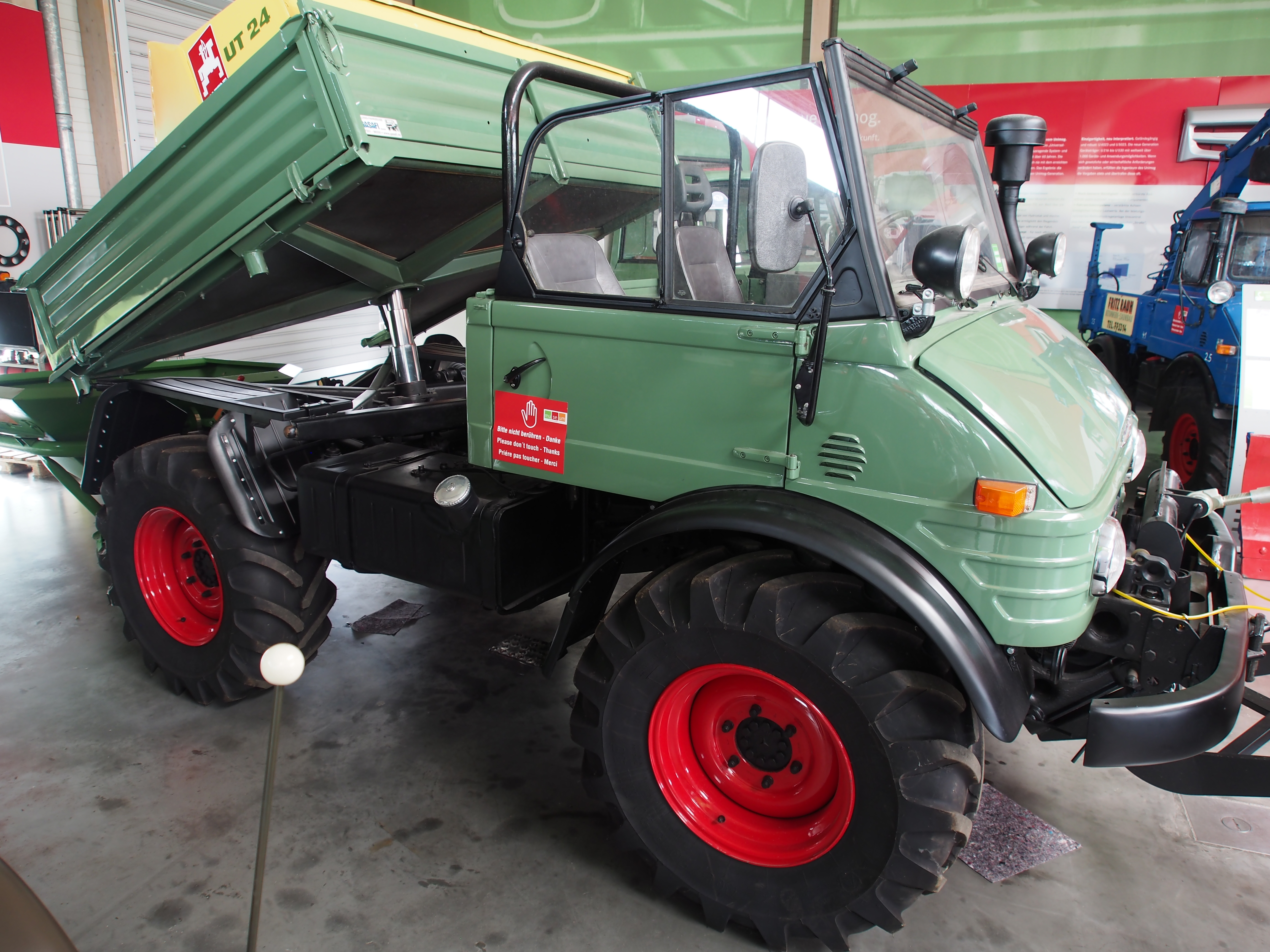
Unimog 406 (1972)
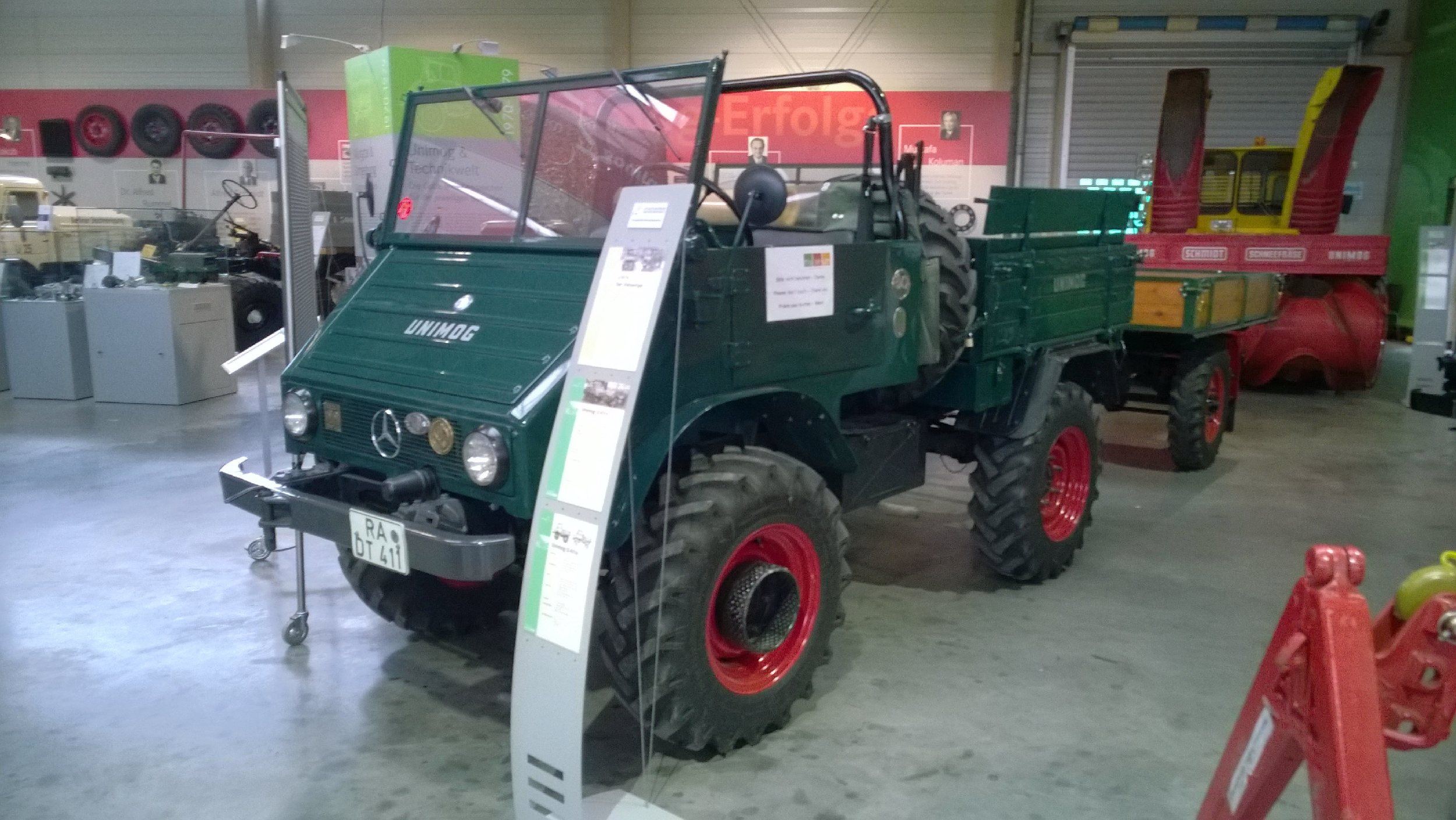
Unimog 411
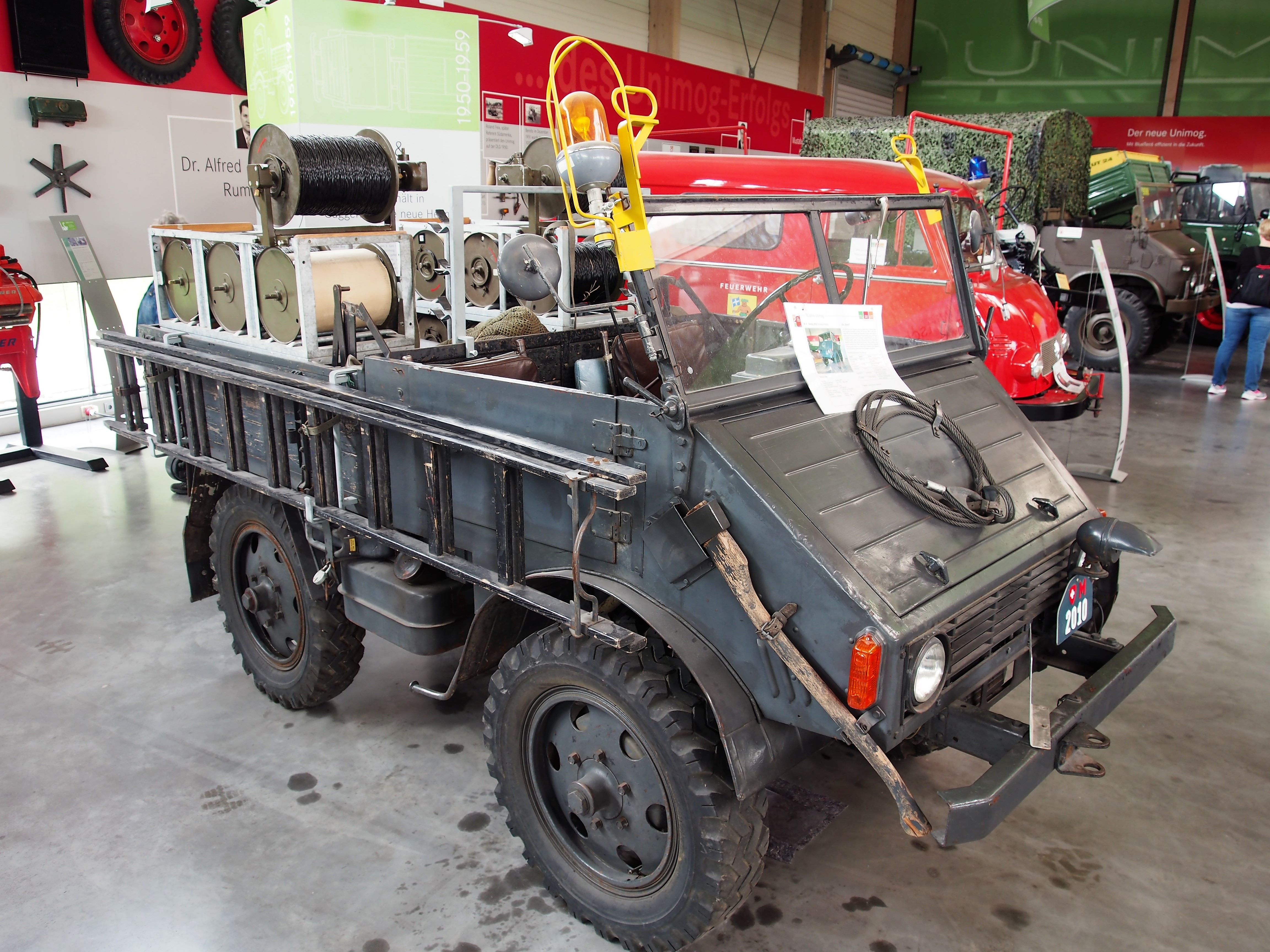
Unimog der Schweizer Armee
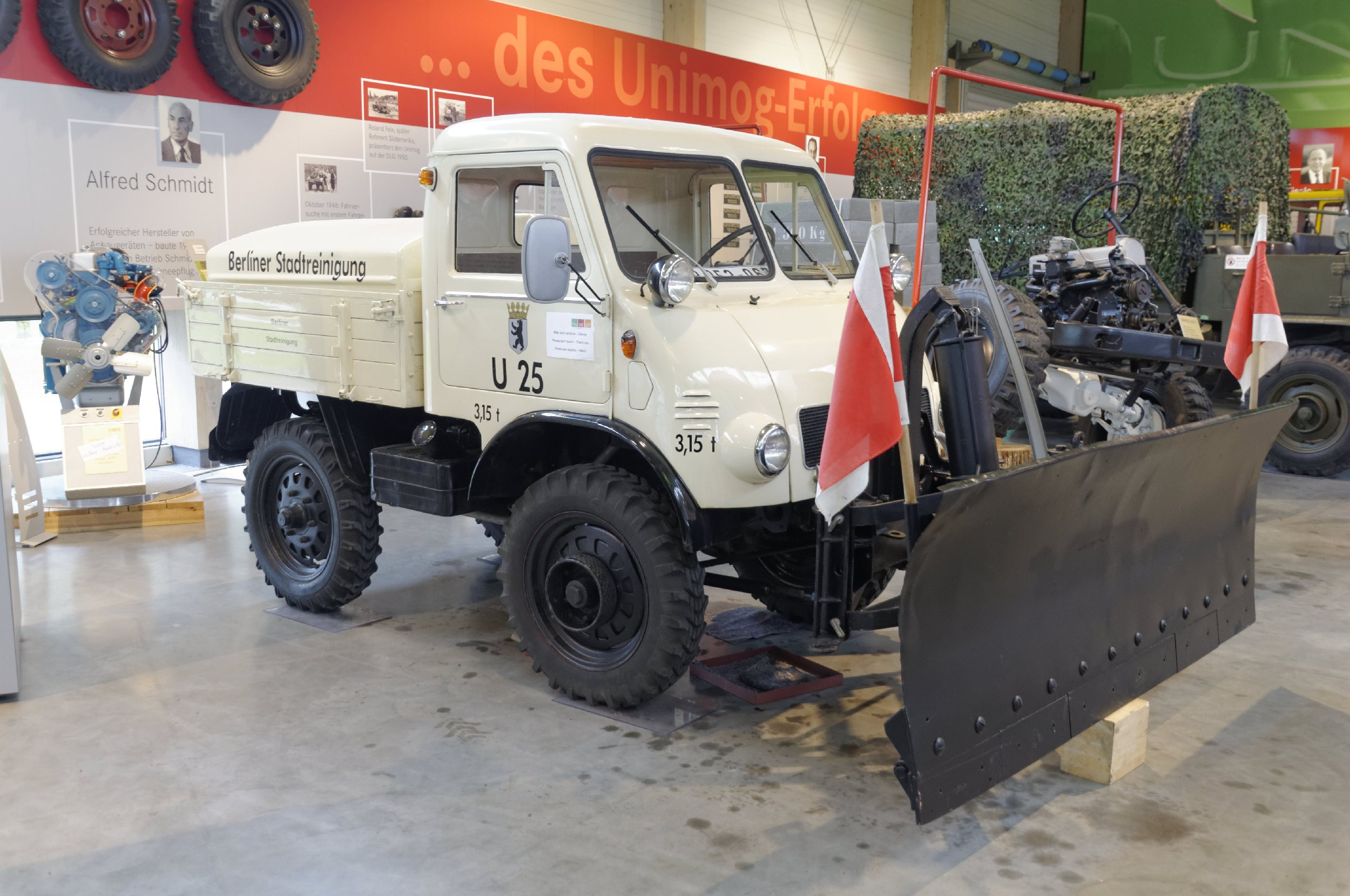
Unimog 401 der Berliner Stadtreinigung, mit Schneepflug
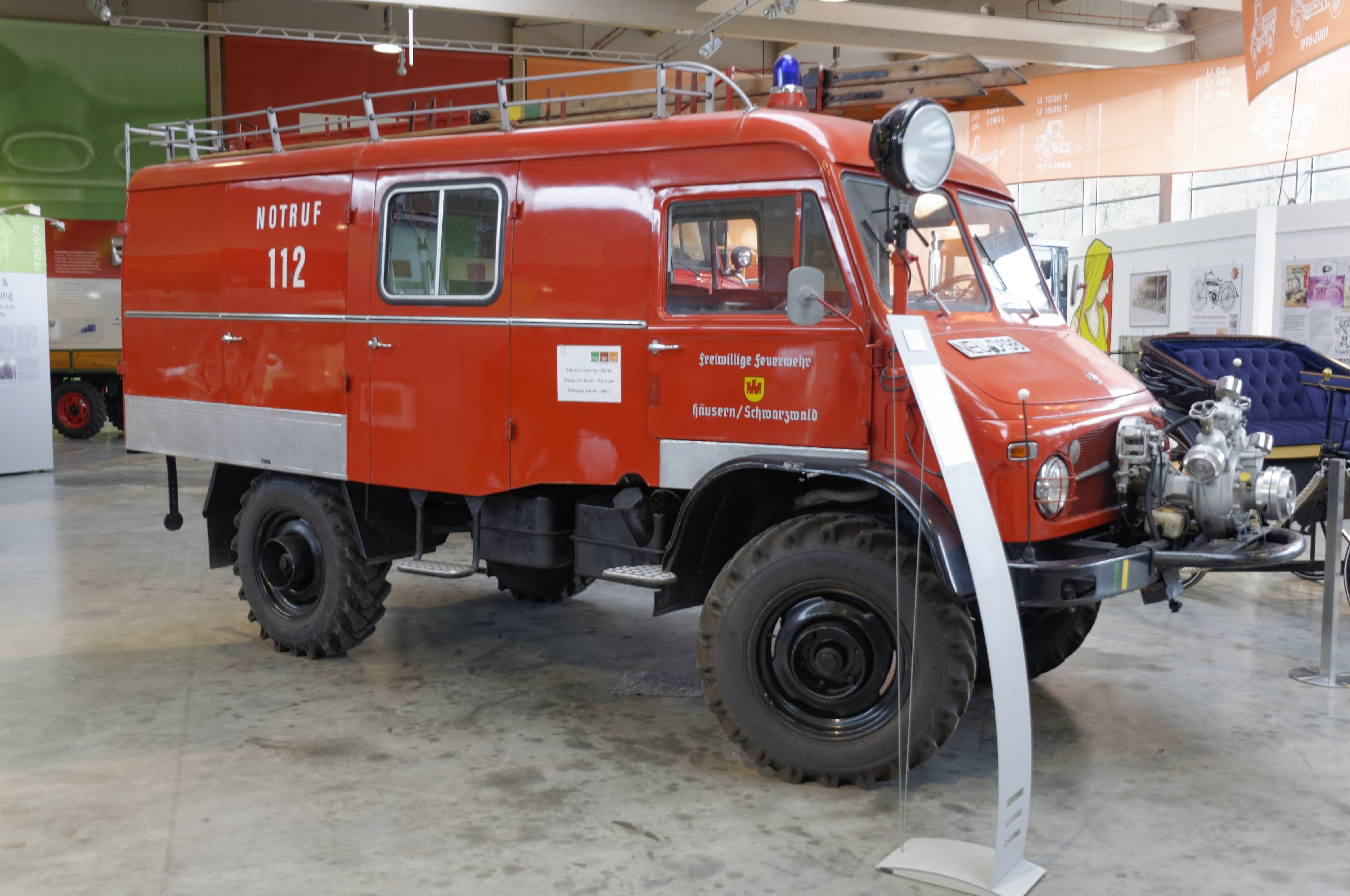
Unimog 404 der Freiwilligen Feuerwehr, mit Löschwasserpumpe
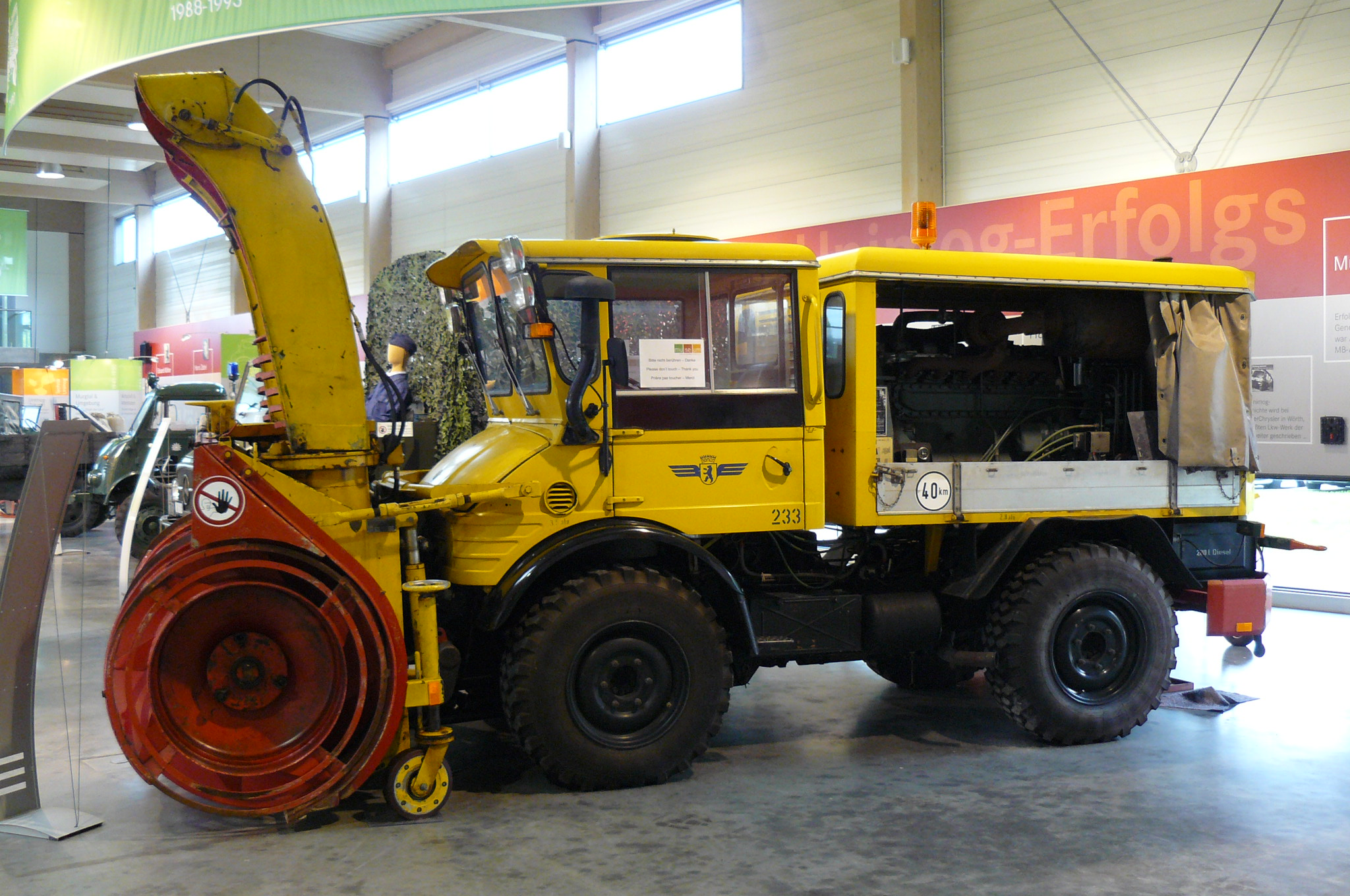
Unimog 406 von 1974 mit Schneefräse, eingesetzt auf dem Flughafen Berlin-Tegel